# Caspar Bartholin starszy
Caspar Bartholin starszy (ur. 12 lutego 1585, zm. 13 lipca 1629 w Sorø) — polihistor pochodzenia duńskiego, najbardziej znany ze swych osiągnięć w medycynie i teologii.
Urodził się w Malmö, mieście należącym wtedy do Danii (obecnie leży w granicach Szwecji). Ojcem był Bartel Jespersen, luterański pastor; matką Ana Rasmusdotter Tinckel. Jako dziecko był rozwinięty ponad wiek: mając trzy lata potrafił czytać, a w wieku trzynastu lat publikował przemówienia swojego autorstwa pisane greką i łaciną. Mając osiemnaście lat rozpoczął studia na uniwersytecie kopenhaskim. Później w Rostocku, a następnie w  Wittenberdze studiował filozofię i teologię. W 1606 odbył podróż po Europie, a w Lejdzie zaczął studiować medycynę. Napisał dwie książki o tematyce astrologicznej. Następnie kontynuował studia w Padwie, tym razem anatomię. Dyplom doktora medycyny otrzymał w Bazylei w 1610. Rok później wrócił do Danii i ogłosił dzieło „Anatomicae institutionas corporis humani”, które uczyniło go sławnym i długo służyło jako podręcznik w całej Europie. Na uniwersytecie w Kopenhadze, został najpierw profesorem wymowy łacińskiej, a następnie profesorem medycyny w 1613. Pełnił ten urząd 11 lat, aż do czasu zapadnięcia w ciężką chorobę, kiedy to złożył śluby, że jeśli wyzdrowieje, to zajmie się teologią. Tak też się stało. W 1624 roku zmarł profesor tego przedmiotu Conrad Aslach i Bartholin objął zwolnioną katedrę i został równocześnie kanonikiem miasta Roskilde. Był płodnym autorem, ogłaszał dzieła z fizyki, filozofii, logiki, medycyny i teologii. Jako pierwszy opisał pracę nerwu węchowego.
Caspar miał sześciu bardzo uzdolnionych synów.
Dwaj jego synowie: Tomasz i Erazm byli także znanymi naukowcami, podobnie jak wnuk, również o imieniu Caspar.
Pozostali synowie to: 

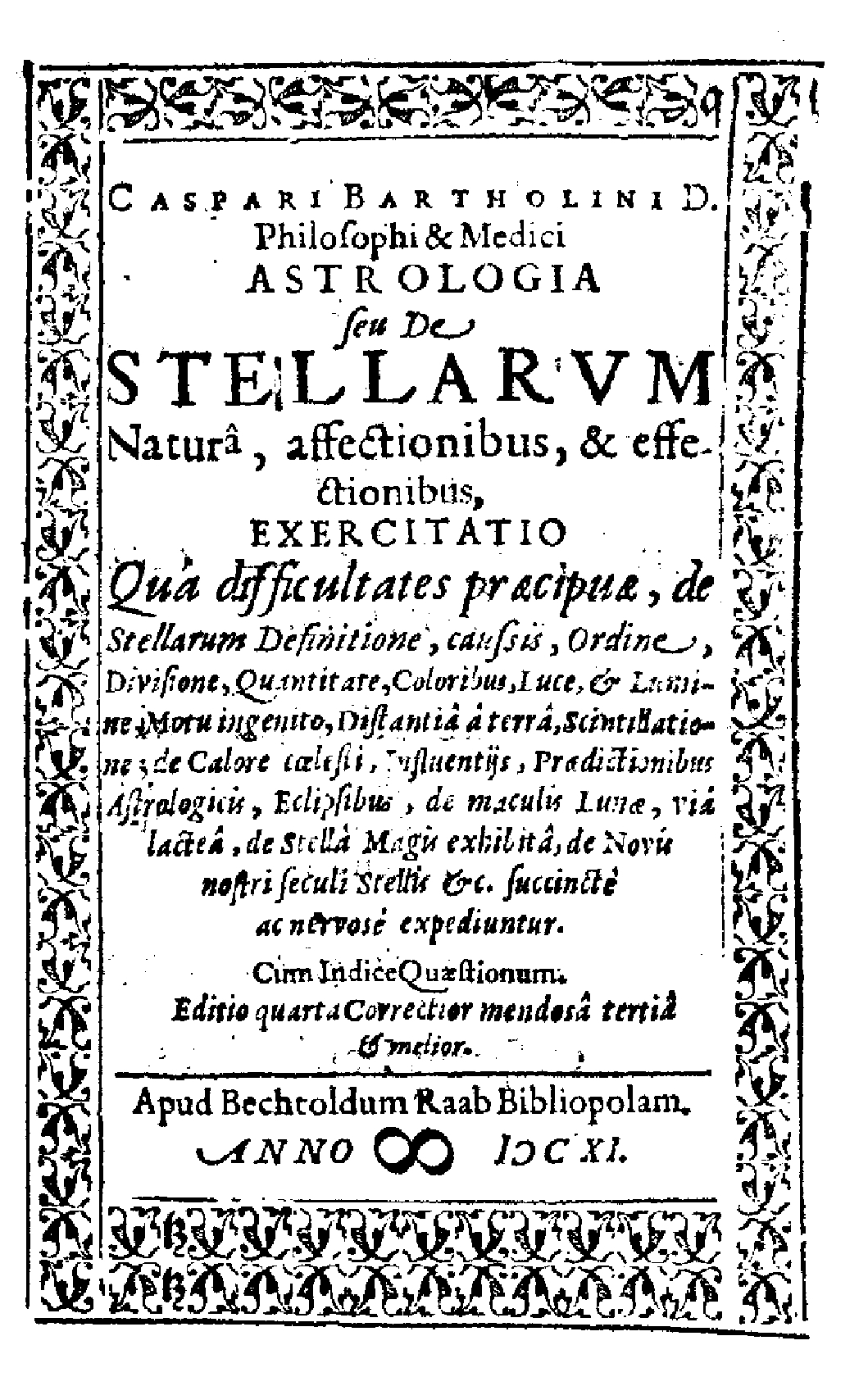
Astrologia, seu De stellarum natura, 1612

- Caspar II (1618–1670) – doktor praw
- Albert (1620–1663) – historyk literatury, ze względu na słabe zdrowie mieszkał u brata Berthela: napisał De scriptis Danorum, które Berthel wydał w Kopenhadze w 1666.
- Jacob (1623–1653) – fizyk
- Barthel[1].